# 索菲伊夫斯基
48°12′32″N 38°53′01″E / 48.20889°N 38.88361°E
索菲伊夫斯基（烏克蘭語：Софіївський）是位於烏克蘭東部的市級鎮，由盧甘斯克州羅韋尼基區的赫魯斯塔利內市鎮負責管轄。
該鎮始建於1910年，2011年人口為4050人，自2014年起由卢甘斯克人民共和国實際控制。

## 人口統計
根據 2001年烏克蘭人口普查，鎮民人口為4736人，他們的母語分配如下：
- 乌克兰语：8.2%
- 俄语：91.6%
- 其他：0.2%